# Dinslaken
Dinslaken település Németországban, azon belül Észak-Rajna-Vesztfália tartományban. Lakosainak száma 67 949 fő (2023. december 31.).

## Népesség
A település népességének változása:
| Lakosok száma | 56 965 | 67 489 | 67 525 | 67 114 | 67 762 | 67 949 |
|               | 1975   | 2017   | 2019   | 2021   | 2022   | 2023   |

## Híres személyek
- itt született Wolfgang de Beer (1964–2024) német labdarúgó